# 페드루 엔히키 지 산타나 아우메이다
페드루 엔히키 지 산타나 아우메이다(포르투갈어: Pedro Henrique de Santana Almeida, 1991년 3월 28일 ~ )는 페드루 엔히키(포르투갈어: Pedro Henrique)라고도 불리는 브라질의 축구 선수로 포지션은 공격수이다.